# Oberschwarzach
Oberschwarzach ist ein Markt im unterfränkischen Landkreis Schweinfurt und ein Mitglied der Verwaltungsgemeinschaft Gerolzhofen.

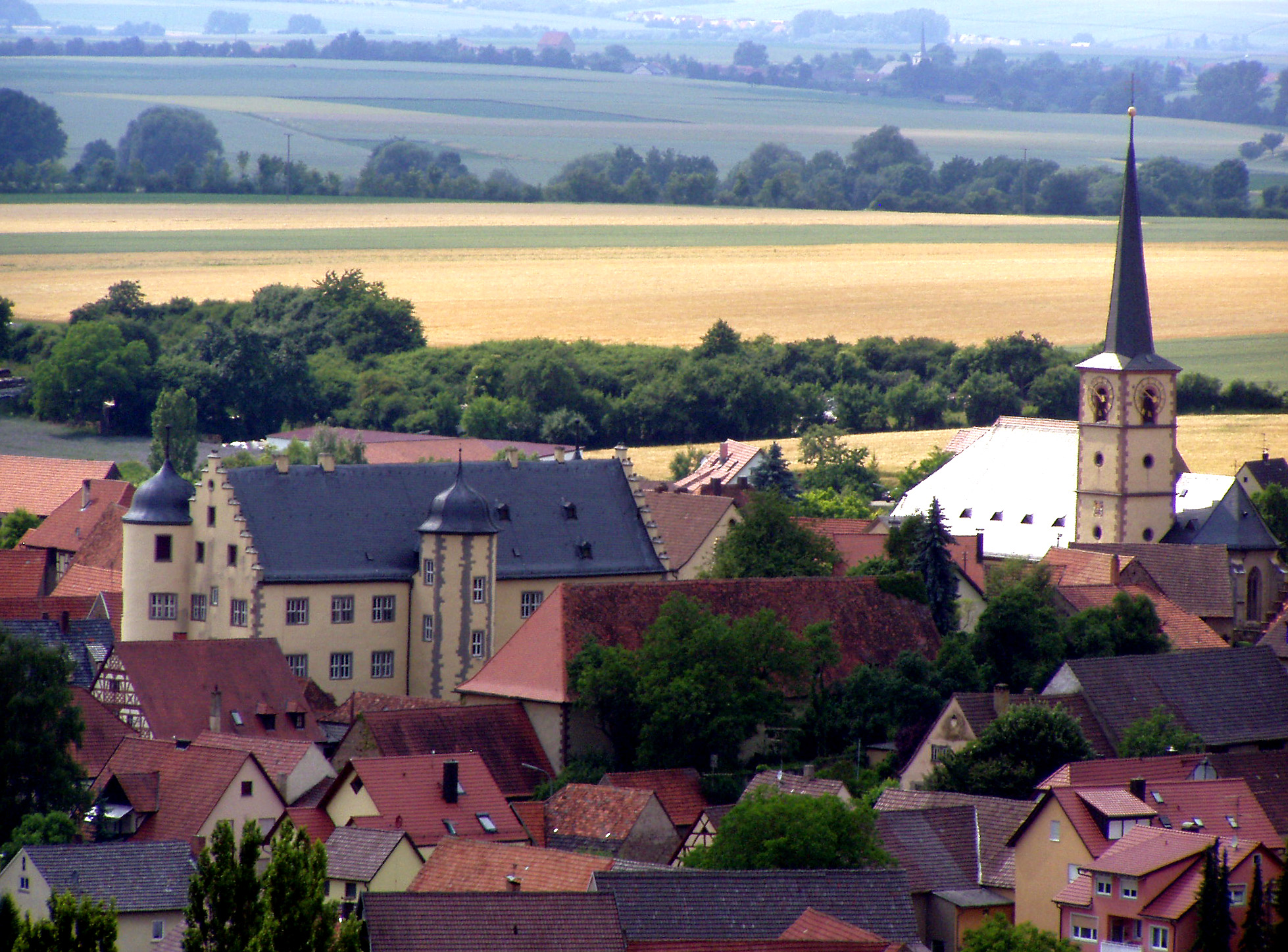
Der Weinort Oberschwarzach vom 'Oberschwarzacher Hörnle' aus gesehen

## Geografie
Oberschwarzach liegt in der Region Main-Rhön. Die Wüstung Gereuth liegt innerhalb der Gemarkung. 

### Gemeindegliederung
Es gibt zwölf Gemeindeteile (in Klammern ist der Siedlungstyp angegeben):
- Breitbach (Kirchdorf)
- Düttingsfeld (Weiler mit Kirche)
- Greuthermühle (Einöde)
- Handthal (Kirchdorf)
- Kammerforst (Weiler)
- Mutzenroth (Kirchdorf)
- Oberschwarzach (Hauptort)
- Schönaich (Kirchdorf)
- Siegendorf (Kirchdorf)
- Steinmühle (Einöde)
- Wiebelsberg (Kirchdorf)
- Wiesenmühle (Einöde)

Es gibt auf dem Gemeindegebiet die Gemarkungen Breitbach, Handthal (Gemarkungsteil 0), Mutzenroth, Oberschwarzach (Gemarkungsteil 1), Siegendorf und Wiebelsberg. Die Gemarkung Oberschwarzach hat eine Fläche von 7,996 km². Sie ist in 1171 Flurstücke aufgeteilt, die eine durchschnittliche Flurstücksfläche von 6828,19 m² haben. In ihr liegen neben dem namensgebenden Ort die Gemeindeteile Greuthermühle, Steinmühle und Wiesenmühle.

### Naturschutz
In der Gemeinde Oberschwarzach hat die Förderung der Land- und Forstwirtschaft traditionell einen hohen Stellenwert, wodurch der Naturschutz eine untergeordnete Rolle einnimmt. Trotzdem gibt es einige Schutzgebiete innerhalb des Marktes. Die Wälder im östlichen Teil der Gemeinde liegen innerhalb der Schutzzonen des FFH-Gebiets "Buchenwälder und Wiesentäler des Nordsteigerwalds" sowie des "Vogelschutzgebiets Oberer Steigerwald". Zudem befinden sich einige Naturwälder innerhalb der Gemeinde, die dem gleichen Schutzstatus wie Naturwaldreservate unterliegen. Des Weiteren liegen mit den Naßwiesen am Rothgrund und am Stöcklesschlag, den Düttingsfelder Gemeindeteichen sowie dem Gebiet Zwei Hecken an den Burgwegäckern drei geschützte Landschaftsbestandteile im Markt Oberschwarzach.

### Nachbargemeinden
Nachbargemeinden sind (von Norden beginnend im Uhrzeigersinn): Ebrach, Geiselwind, Prichsenstadt, Lülsfeld und Gerolzhofen.

## Geschichte

### Bis zur Gemeindegründung
Das ehemalige Amt des Hochstiftes Würzburg, das ab 1500 zum Fränkischen Reichskreis gehörte, wurde nach der Säkularisation 1803 zugunsten Bayerns 1805 Erzherzog Ferdinand von Toskana zur Bildung des Großherzogtums Würzburg überlassen und fiel mit diesem 1814 endgültig an Bayern. Im Zuge der Verwaltungsreformen in Bayern entstand mit dem Gemeindeedikt von 1818 die heutige Gemeinde.

### Eingemeindungen
Im Zuge der Gebietsreform in Bayern wurde am 1. Januar 1971 die Gemeinde Mutzenroth, am 1. Juli 1972 die Gemeinde Wiebelsberg und am 1. Mai 1978 die Gemeinden Breitbach, Handthal und Siegendorf eingegliedert.

### Einwohnerentwicklung
Im Zeitraum 1988 bis 2018 stieg die Einwohnerzahl von 1385 auf 1420 um 35 Einwohner bzw. um 2,5 %.
Quelle: BayLfStat

## Politik

### Gemeinderat
Die Gemeinderatswahl 2020 ergab folgende Stimmenanteile und Sitzverteilung:
| Partei / Liste                             | Stimmenanteil | Sitze   |
| ------------------------------------------ | ------------- | ------- |
| Christlich-Soziale Union in Bayern (CSU)   | 15,95 %       | 2       |
| Freie Wählergemeinschaft Oberschwarzach    | 21,35 %       | 3       |
| Wählergemeinschaft Wiebelsberg             | 16,11 %       | 2       |
| Wählergemeinschaft Breitbach – Kammerforst | 10,33 %       | 1       |
| Wählergemeinschaft Handthal                | 11,37 %       | 1       |
| Wählergemeinschaft Mutzenroth/Düttingsfeld | 09,36 %       | 1       |
| Wählergemeinschaft Siegendorf              | 08,01 %       | 1       |
| Wählergemeinschaft Schönaich               | 07,51 %       | 1       |
| Wahlbeteiligung                            | 77,91 %       | 77,91 % |

### Bürgermeister
Bürgermeister ist seit 1. Mai 2014 Manfred Schötz (Wählergemeinschaft Breitbach/Kammerforst); er wurde am 15. März 2020 bei einer Wahlbeteiligung von 77,9 % mit 65,5 % der Stimmen wieder gewählt.

### Wappen
| Wappen von Oberschwarzach | Blasonierung: „Im Wellenschnitt geteilt von Rot und Gold, oben schräg gekreuzt ein silberner Schlüssel und ein silbernes Schwert, unten ein aus dem unteren Schildrand wachsender, steigender, schwarzer Hirsch.“ |
| Wappen von Oberschwarzach | Wappenführung seit 1981 |

## Kultur, Brauchtum und Sehenswürdigkeiten

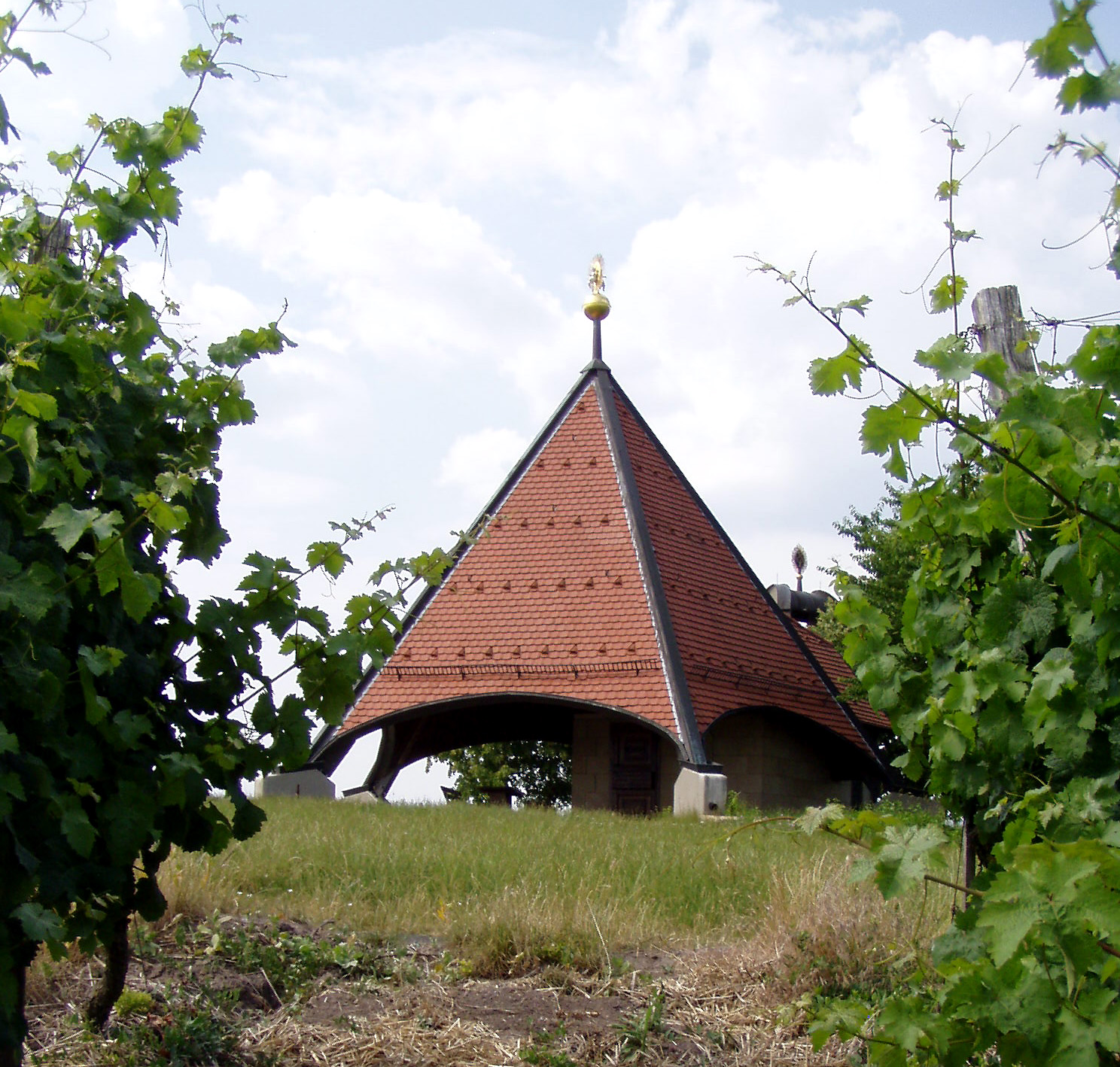
Die Weinbergskapelle 14 Nothelfer

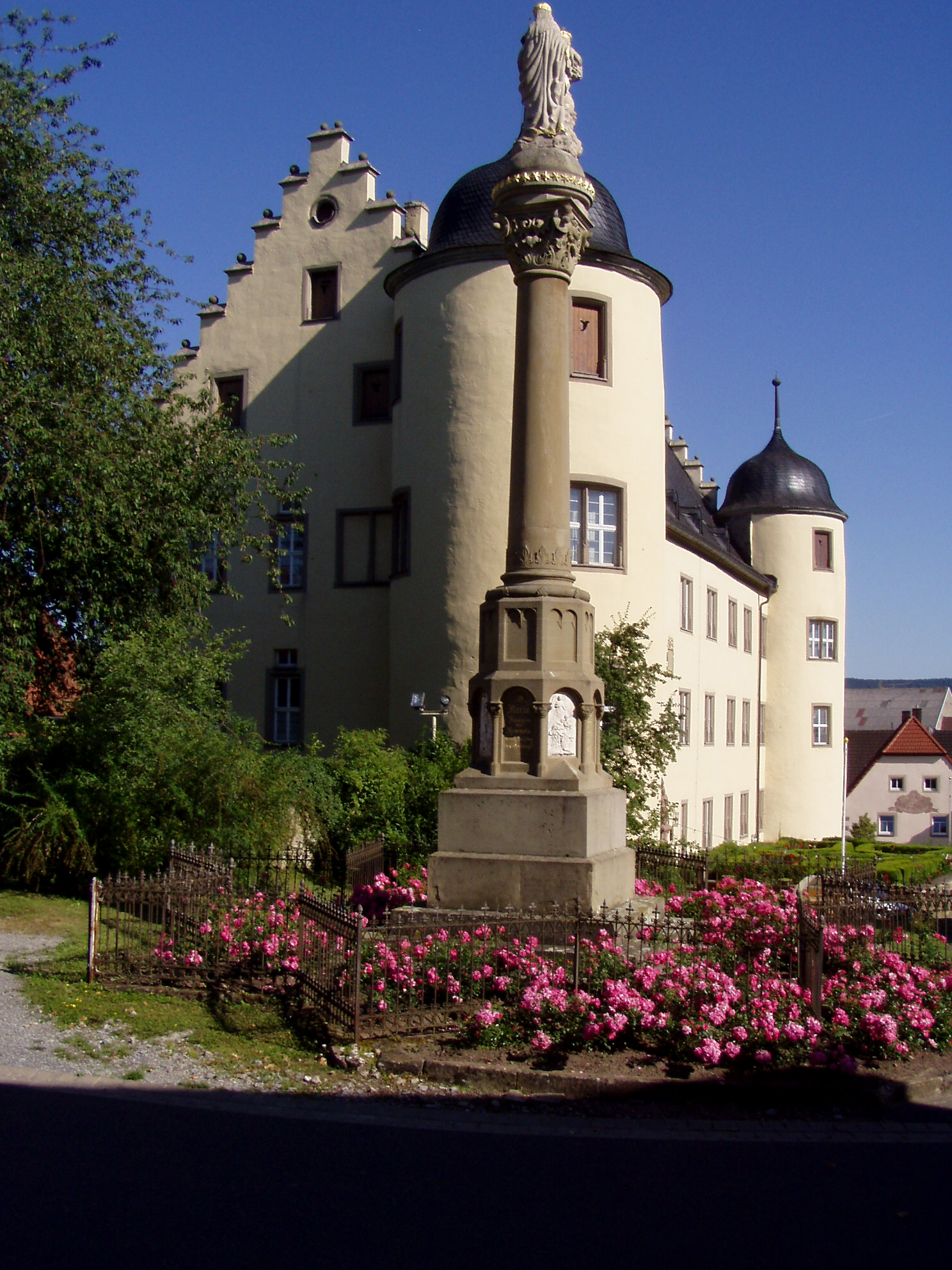
Schloss Oberschwarzach mit Mariensäule

- Die Erich Kästner Bibliothek besitzt das gesamte Inventar aus dem Vermächtnis des Schriftstellers Erich Kästner. Träger ist das Erich Kästner Kinderdorf e. V.

### Bauwerke
- Pfarrkirche Peter und Paul mit Madonna mit Kind aus dem 15. Jahrhundert und dem Heiligen Sebastian aus der Werkstatt Tilman Riemenschneiders
- Mariensäule
- Schloss Oberschwarzach, erbaut 1614 durch den Würzburger Fürstbischof Julius Echter
- Burgruine Stollburg auf dem Stollberg, Deutschlands steilstem Weinberg mit bis zu 70 % Steigung, im Ortsteil Handthal. Die Burg war möglicherweise der Geburtsort von Walther von der Vogelweide.[13][14]
- Pentagonale Weinbergskapelle von 1981 14 heilige Nothelfer mit Zeltdach – neben der Winzerkapelle ein Campanile

### Sebastiani
Zum Tag des Heiligen Sebastian (20. Januar) wird jedes Jahr ein Gelübde der Oberschwarzacher Bürger eingelöst. Es tritt die Bürgerwehr mit Hellebarden, Äxten, Holzgewehren und Säbeln auf, die die Geistlichen in die Kirche geleitet. Später ziehen Fahnenabordnungen der Vereine und die Musikkapelle durch den Ort.
Dieses Gelübde geht auf das Jahr 1611 zurück, zukünftig den Festtag des Heiligen Sebastian zu feiern, wenn die Pest den Ort verschonen wird. Danach verschwand die Pest aus Oberschwarzach.
Seit 2019 ist der Sebastianitag im bayerischen Landesverzeichnis des immateriellen Kulturerbes verzeichnet.
2024 erhielt das Sebastianigelöbnis in Oberschwarzach den Heimatpreis Bayern.

## Wirtschaft und Infrastruktur

### Wirtschaft einschließlich Land- und Forstwirtschaft
Es gab 2020 nach der amtlichen Statistik im Bereich des produzierenden Gewerbes 32 und im Bereich Handel und Verkehr 42 sozialversicherungspflichtig Beschäftigte am Arbeitsort. In sonstigen Wirtschaftsbereichen waren am Arbeitsort keine Personen sozialversicherungspflichtig beschäftigt. Sozialversicherungspflichtig Beschäftigte am Wohnort gab es insgesamt 565. Im verarbeitenden Gewerbe gab es keinen Betrieb, im Bauhauptgewerbe einen Betrieb. Zudem bestanden im Jahr 2016 51 landwirtschaftliche Betriebe mit einer landwirtschaftlich genutzten Fläche von 1297 Hektar, davon waren 1030 Hektar Ackerfläche und 192 Hektar Dauergrünfläche.

### Verkehr
Der Gemeindeteil Breitbach wird von der Bundesstraße 22 durchquert.

### Bildung
Es gibt folgende Einrichtungen (Stand: 1999):
- 75 Kindergartenplätze mit 73 Kindern
- eine Volksschule mit 13 Lehrern und 244 Schülern
- Schulort der Teilhauptschule I Gerolzhofen (5. und 6. Klasse)
- Erich Kästners Bibliothek in der Steinmühle, die zum Erich Kästner Kinderdorf gehört

## Persönlichkeiten
- Ludwig Ludwig (* 1640; † 1696), geboren in Oberschwarzach, Zisterzienserabt des Klosters Ebrach
- Josef August Eichelsbacher (* 1884; † 1968), geboren in Oberschwarzach, Schulrat i. R.; Eichelsbacher schrieb viele Bücher über die Heimatgeschichte des Kahlgrundes und Unterfrankens.
- Georg Häfner (* 1900; † 1942), katholischer Pfarrer in Oberschwarzach, war ein entschiedener Gegner des NS-Regimes und kam im KZ Dachau ums Leben.